# Geert-Jan Nillesen
Geert-Jan Christiaan Adriaan Nillesen (Arnhem, 8 september 1932 – Nijmegen, 30 april 2014) was een Nederlands politicus van de KVP en later het CDA.
Na de hbs in Arnhem ging hij geografie studeren aan de Rijksuniversiteit Utrecht. Vervolgens werkte hij vanaf 1960 bij de provincie Noord-Brabant bij de afdeling onderzoek van de Provinciale Planologische Dienst. Zo'n twee jaar later werd hij de directeur van het Bureau Regionale Samenwerking Rijk van Nijmegen/Maas en Waal. In december 1968 werd Nillesen benoemd tot burgemeester van de gemeenten Heumen en Overasselt. In april 1977 volgde zijn benoeming tot burgemeester van Oldenzaal wat hij tot zijn pensionering in 1997 zou blijven. Daarna keerde hij terug naar Malden (gemeente Heumen). Hij was daar betrokken bij de lokale politieke partij Democraten Gemeente Heumen (DGH). In 2014 overleed Nillesen op 81-jarige leeftijd waarna hij begraven is op de begraafplaats in Heilig Land Stichting.